# 通霄海水浴場

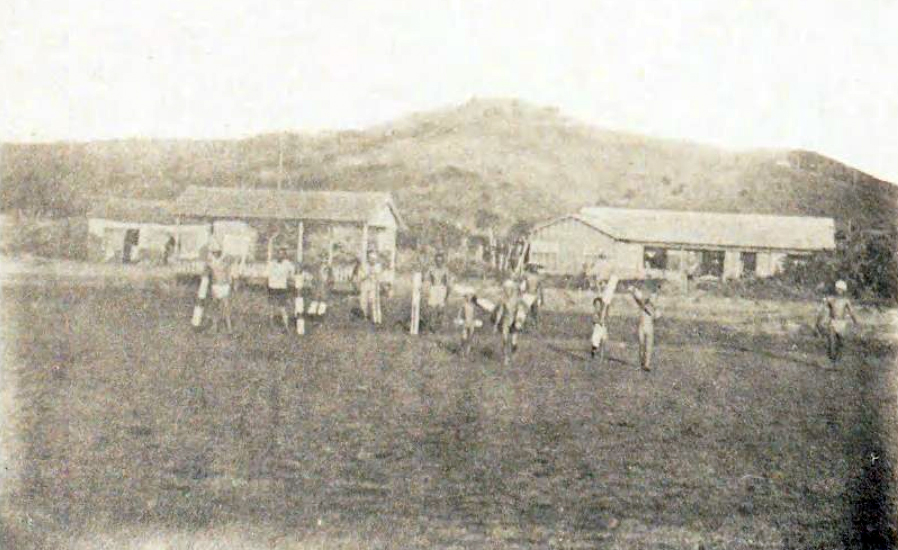

通霄海水浴場是日治時期創設的海水浴場，位於苗栗郡通霄庄，1922年4月創設，交通方式可乘火車至通霄驛。1937年設備有：淋浴室、賣店、食堂、休憩所、大更衣所、客房。另有露營地，學校臨海教育或講習會可使用。